# Livro de Horas de D. Duarte

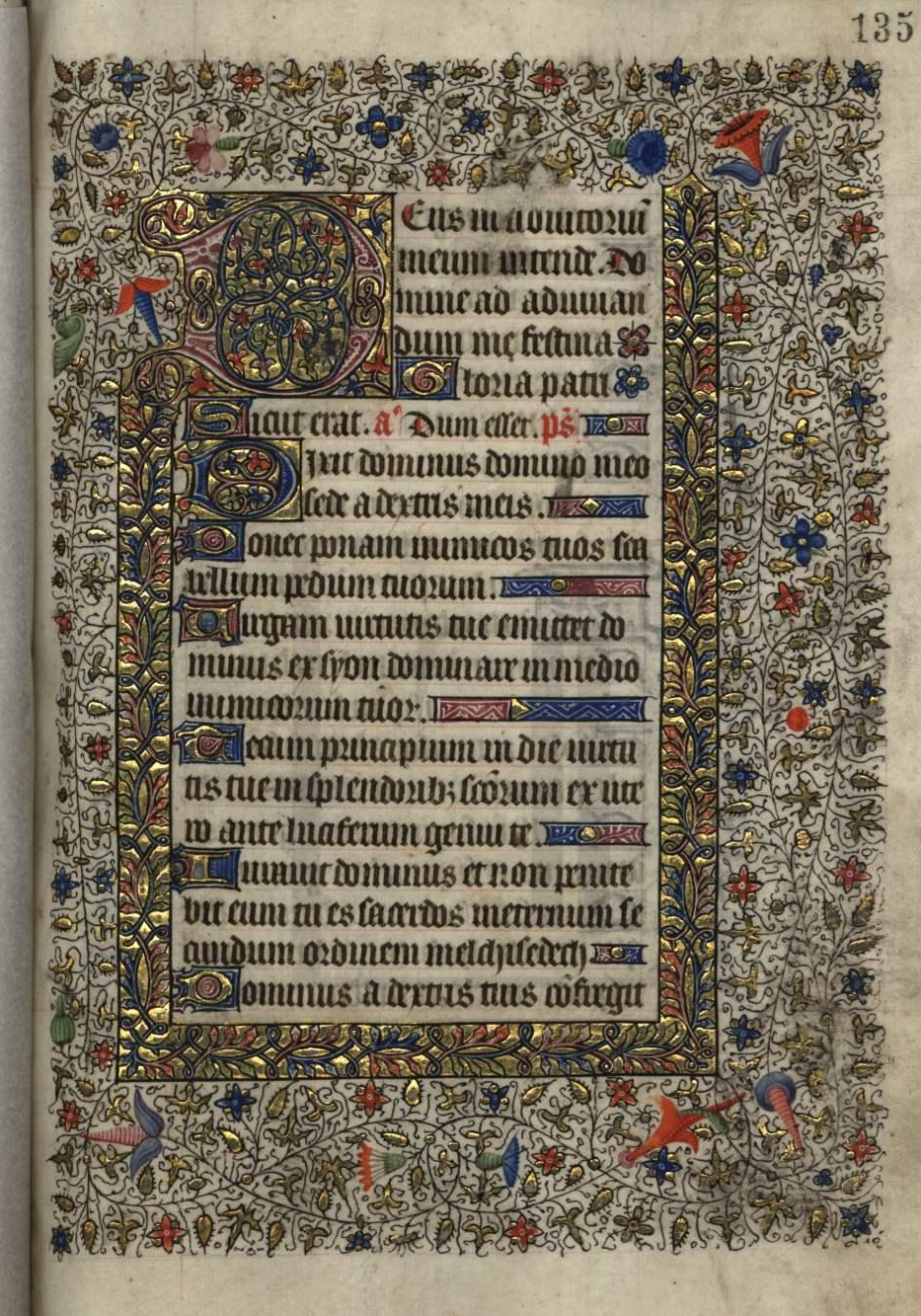
Livro de Horas de D. Duarte, Vésperas (fl. 135^{r})

O chamado Livro de Horas de D. Duarte é um manuscrito iluminado, executado na cidade flamenga de Bruges durante as primeiras décadas do século XV. Apresenta, no fólio 91r, uma inicial decorada com as armas do Infante D. Duarte enquanto herdeiro ao trono.
O códice é, como o nome indica, um livro de horas da Idade Média; contém o calendário litúrgico dos doze meses do ano, assim como as horas canónicas. Juntamente com o Livro de Horas de D. Manuel, é o mais importante livro de horas conservado em Portugal. O autor da obra é apenas conhecido como "Maître aux rinceaux d' or".
Foi possivelmente um presente de outro dos príncipes da Ínclita Geração, D. Isabel, duquesa da Borgonha, que em 1429 casou com o duque da Borgonha Filipe, o Bom, cuja corte reunía frequentemente em Bruges. Bruges foi também a cidade onde outro dos irmãos, o Infante D. Pedro, escreveu a sua famosa carta a D. Duarte em 1426, a chamada Carta de Bruges, durante as suas viagens. A obra datará assim possivelmente de entre 1426 ou 1428, quando foram iniciadas as negociações para o casamento da infanta, e 1433, quando D. Duarte subiu ao trono.
O Livro de Horas de D. Duarte pertenceu mais tarde ao Infante D. Luís, filho de D. João III, que o doou ao Mosteiro de Santa Maria de Belém (Jerónimos), em Lisboa. Encontra-se hoje no Arquivo Nacional da Torre do Tombo, em Lisboa (cota Ordem de São Jerónimo, Mosteiro de Santa Maria de Belém, Liv. 65).
O códice é o melhor exemplo da arte da iluminura flamenga da época existente em Portugal, e um dos mais importantes manuscritos iluminados conservados no país.

## Características
O códice contém 370 fólios de pergaminho, nas dimensões 240 x 170 mm. O texto é em latim, e a escrita é a escrita gótica da época.
Grande parte dos fólios são profusamente ornamentados. As iluminuras alusivas a santos e acontecimentos Bíblicos (ver lista infra) encontram-se quase todas no verso, enquanto as correspondentes orações etc. encontram-se no recto em frente. As tarjas e cercaduras são decoradas com motivos vegetalistas estilizados - em dois fólios (fl 78r e fl 91r) de forma particularmente exuberante - e representações de aves e outras figuras.
Para além dos dois fólios mencionados, também os fólios alusivos a Santa Catarina de Alexandria - fl 14v e 15r diferem ligeiramente do ponto de vista estilístico. Os fólios da última metade do livro são, salvo raras excepções, de decoração muito menos elaborada.
Como em todas as obras iconográficas da era, encontramos muitos anacronismos nas iluminuras do Livro de Horas de D. Duarte. Um exemplo são as armaduras dos soldados na iluminura que representa a Matança dos Inocentes (fl 134v), típicas do século XV, e não da era de Cristo (ver infra). Tal como no caso de por exemplo a Ceifa e Vindima do Apocalipse do Lorvão, as iluminuras podem assim por vezes revelar muito sobre a época em que foram executadas.
De notar que no programa iconográfico da obra encontramos Santo António de Pádua - nascido em Lisboa - e São Vicente, o padroeiro da capital portuguesa.

## Principais iluminuras

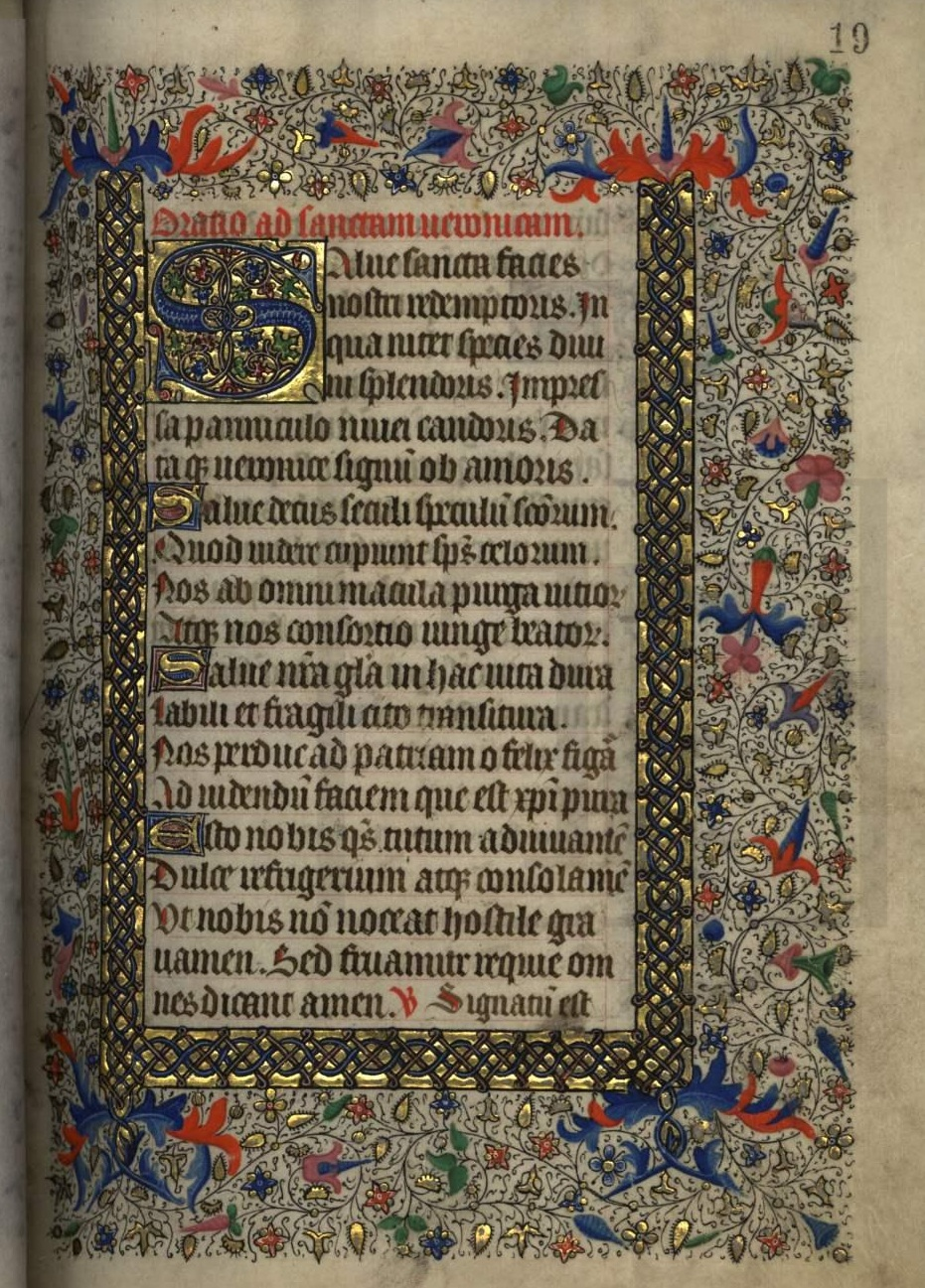
Oração a Santa Verónica (fl 19^{r})

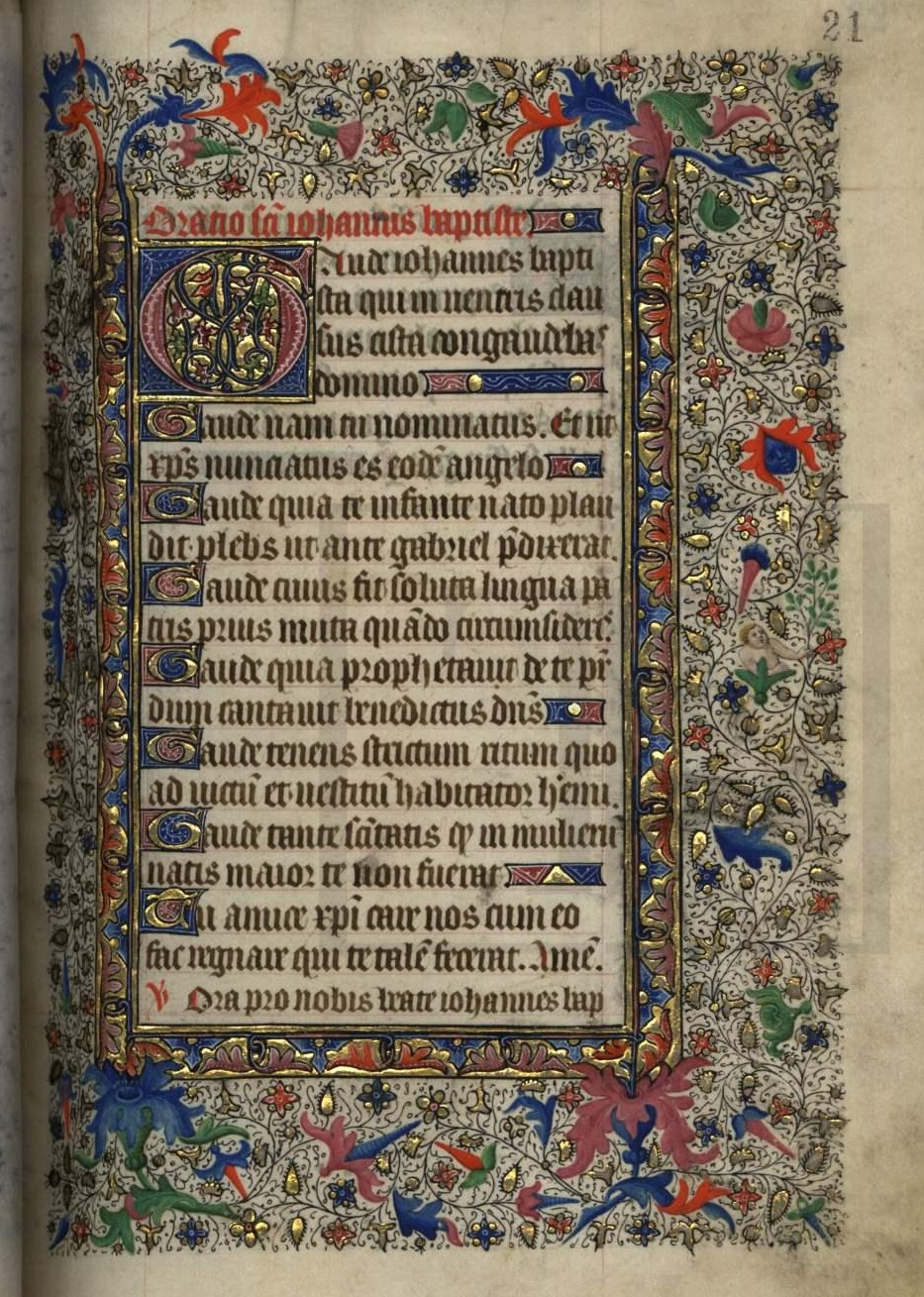
Oração a São João Baptista (fl 21^{r})

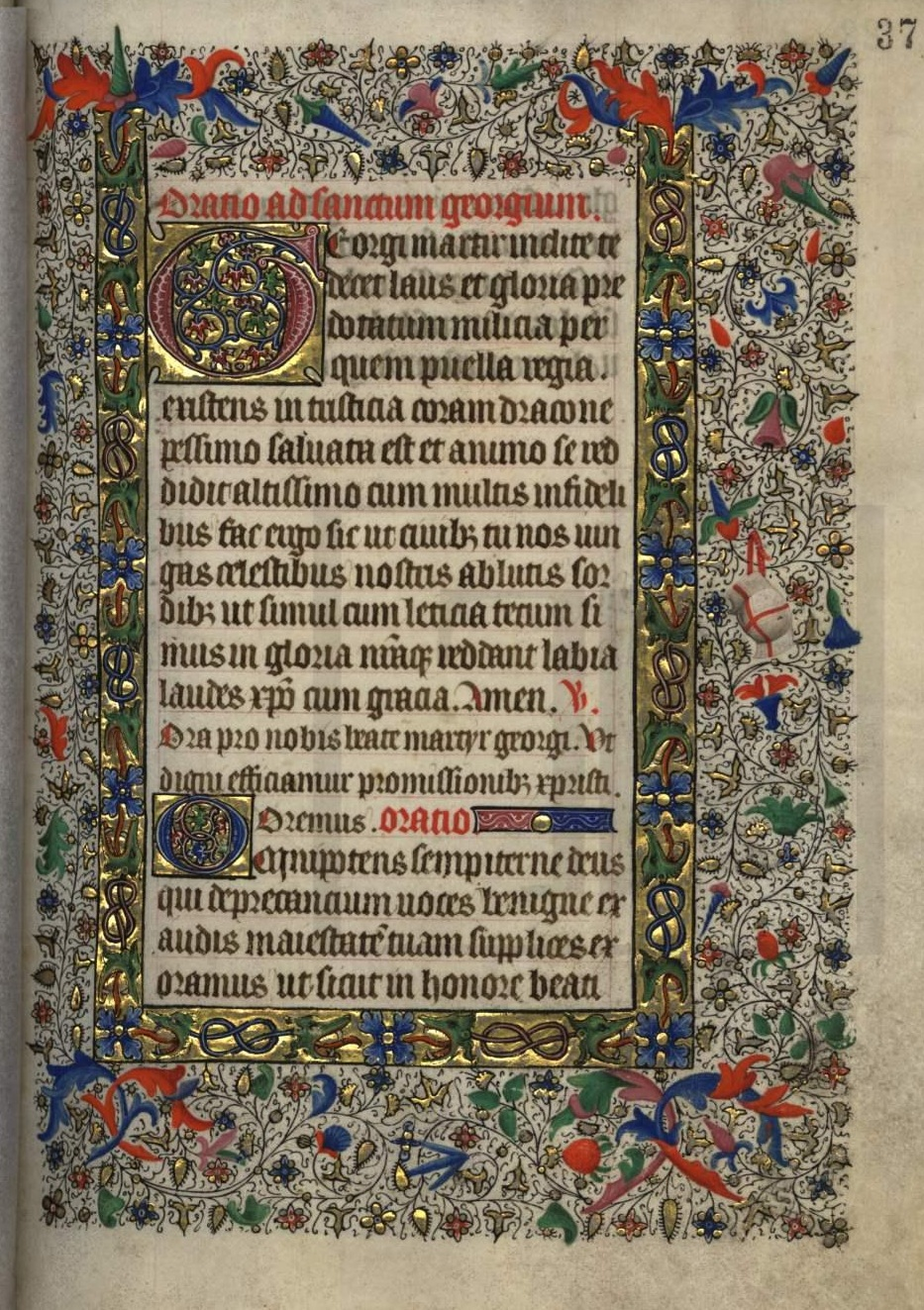
Oração a São Jorge (fl 37^{r})

Practicamente todas as páginas do Livro de Horas de D. Duarte contêm iluminuras. No entanto, quase todas as iluminuras alusivas a santos e as correspondentes orações, que são as de decoração mais elaborada, encontram-se na primeira metade da obra:
- Santa Catarina de Alexandria (fl 14v)
- Santíssima Trindade (fl 16v)
- Oração à Santíssima Trindade (fl 17r)
- Santa Verónica (fl 18v)
- Oração a Santa Verónica (fl 19r)
- São João Baptista (fl 20v)
- Oração a São João Baptista (fl 21r)
- São Tiago (fl 22v)
- Oração a São Tiago (fl 23r)
- São Cristóvão (fl 24v)
- Oração a São Cristóvão (fl 25r)
- São Francisco (fl 26v)
- Oração a São  Francisco (fl 27r)
- Memória de São João Evangelista (fl 27v)
- Santa Clara (fl 28v)
- Oração a Santa Clara (fl 29r)
- São Brás (fl 30v)
- Oração a São Brás (fl 31r)
- Santa Ana, Nossa Senhora e o Menino Jesus (fl 32v)
- Oração a Santa Ana (fl 33r)
- São Vicente (fl 34v)
- Oração a São  Vicente (fl 35r)
- São Jorge (fl 36v)
- Oração a São Jorge (fl 37r)
- Santo António de Pádua (fl 38v)
- Oração de Santo António de Pádua (fl 39r)
- Santo António Eremita (fl 40v)
- Oração a Santo António Eremita (fl 41r)
- Nossa Senhora e o Menino Jesus (fl 43v)
- Missa em honra da Virgem Gloriosa (fl 44r)
- Santíssima Trindade (fl 51v)
- Hora da Santíssima Trindade (fl 52r)
- Pentecostes (fl 77v)
- Hora do Espírito Santo (fl 78r)
- Anunciação (fl 96v)
- Ofício da Virgem Maria (fl 97r)
- Visita de Nossa Senhora a Santa Isabel (fl 111v)
- Laudes (fl 112r)
- Anunciação aos pastores (fl 120v)
- Hora Prima (fl 121r)
- Hora Tércia (fl 124r)
- Apresentação de Jesus no Templo (fl 127v)
- Hora Sexta (fl 128r)
- Hora Nona (fl 131r)
- Matança dos Inocentes (fl 134v)
- Vésperas (fl 135r)
- Completas, (fl 141r)
- Nossa Senhora da Expectação (fl 144v)
- Ofício de Nossa Senhora para o Advento (fl 145r)
- Ofício dos mortos (fl 323v)
- Vigília dos defuntos (fl 324r)

## Galeria

### Livro de Horas de D. Duarte,Torre do Tombo,Lisboa

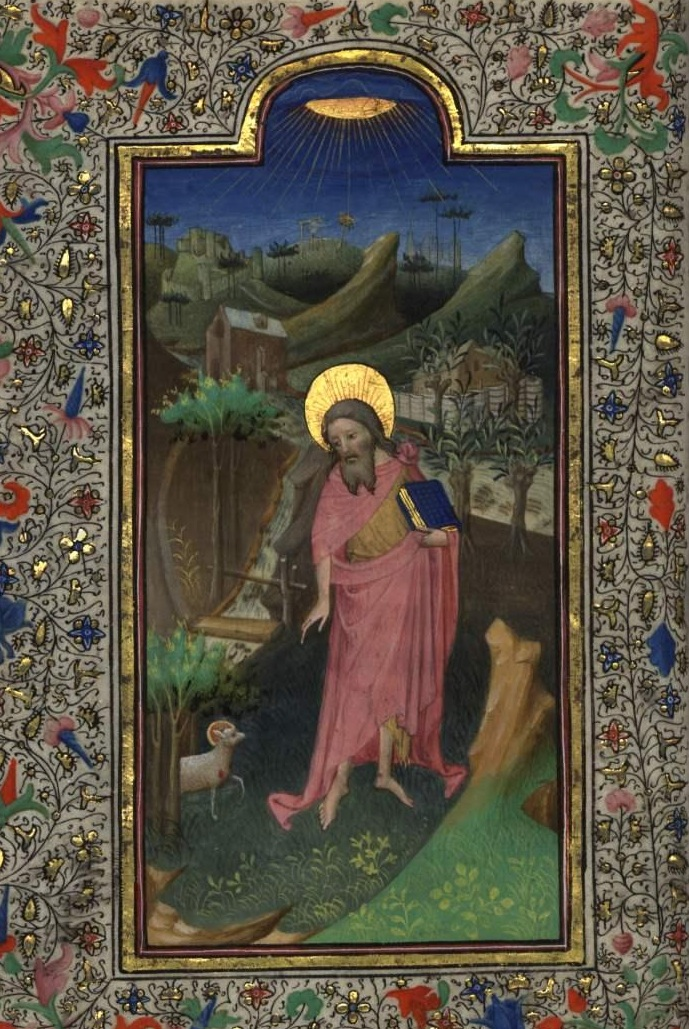
São João Baptista (fl 20v)
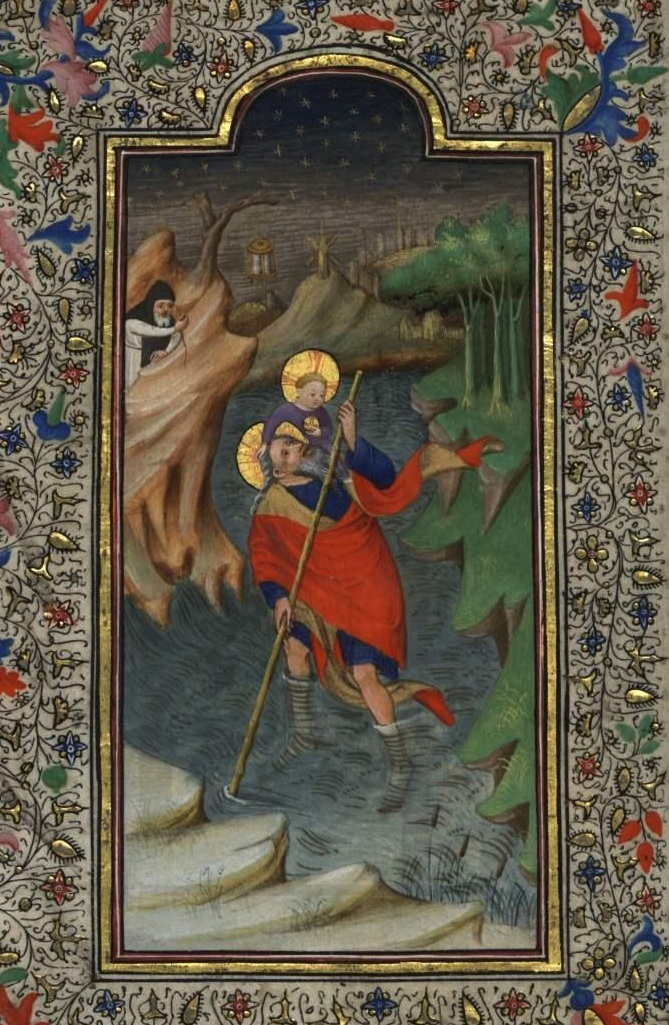
São Cristóvão (fl 24v)
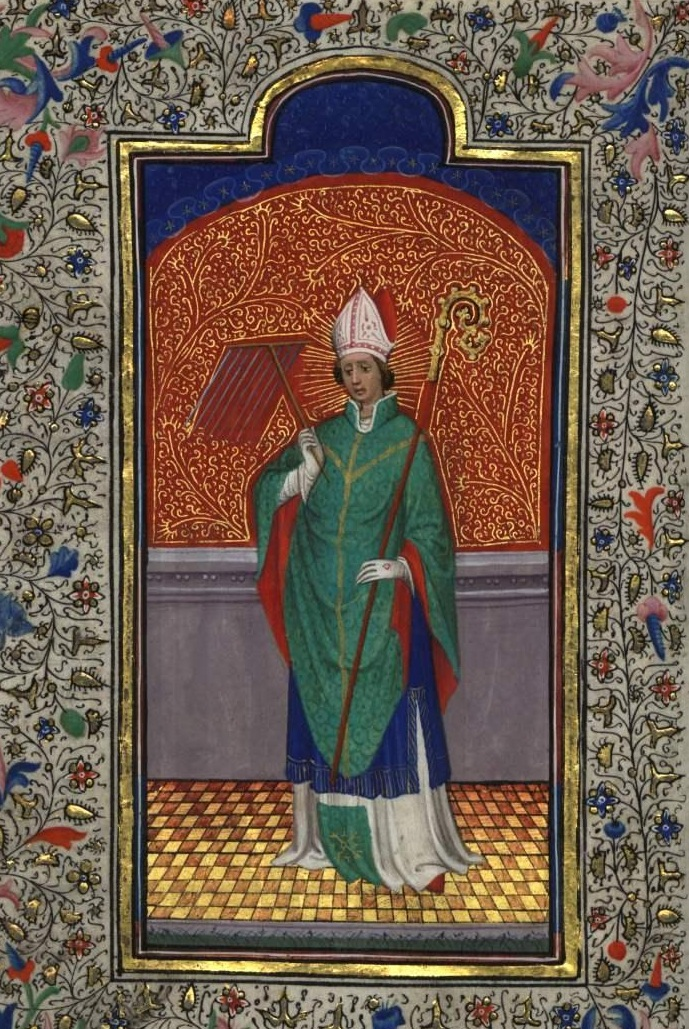
São Brás (fl 30v)
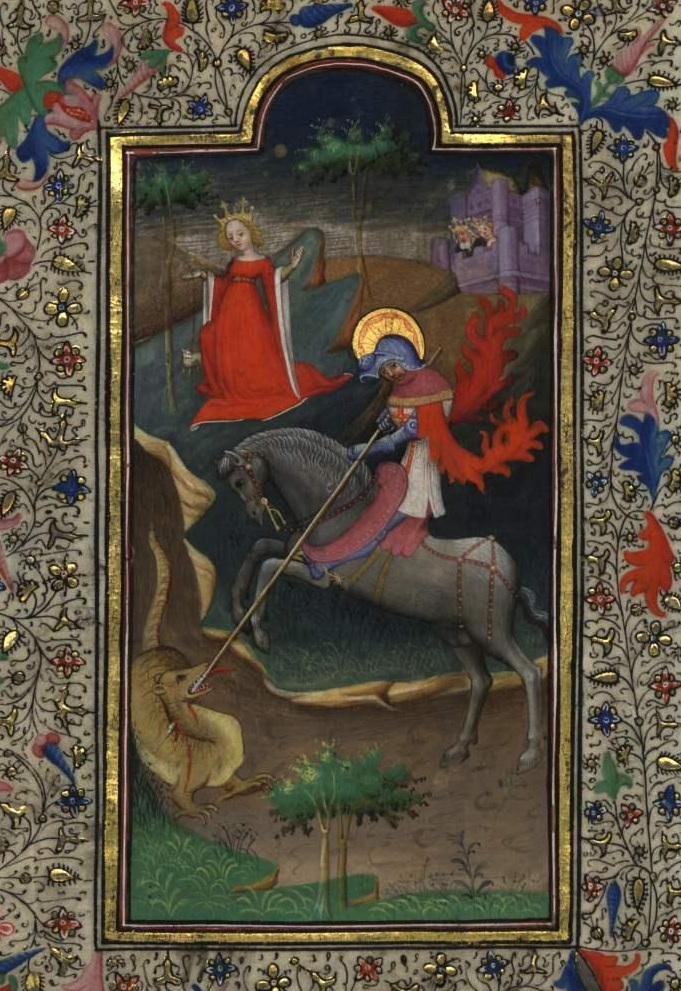
São Jorge (fl 36v)
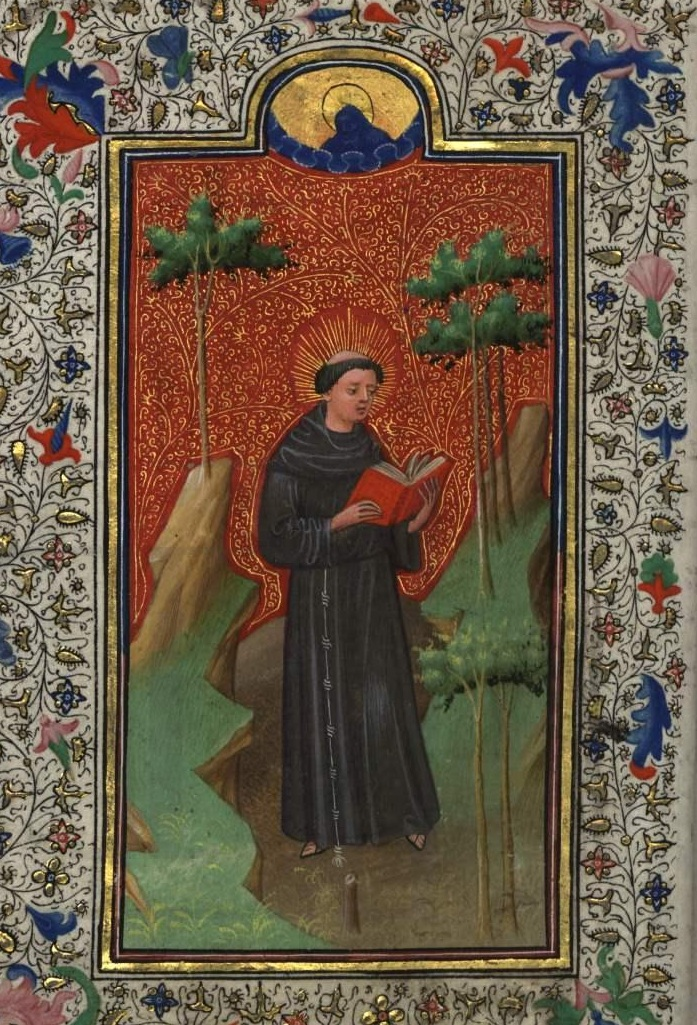
Santo António (fl 38v)
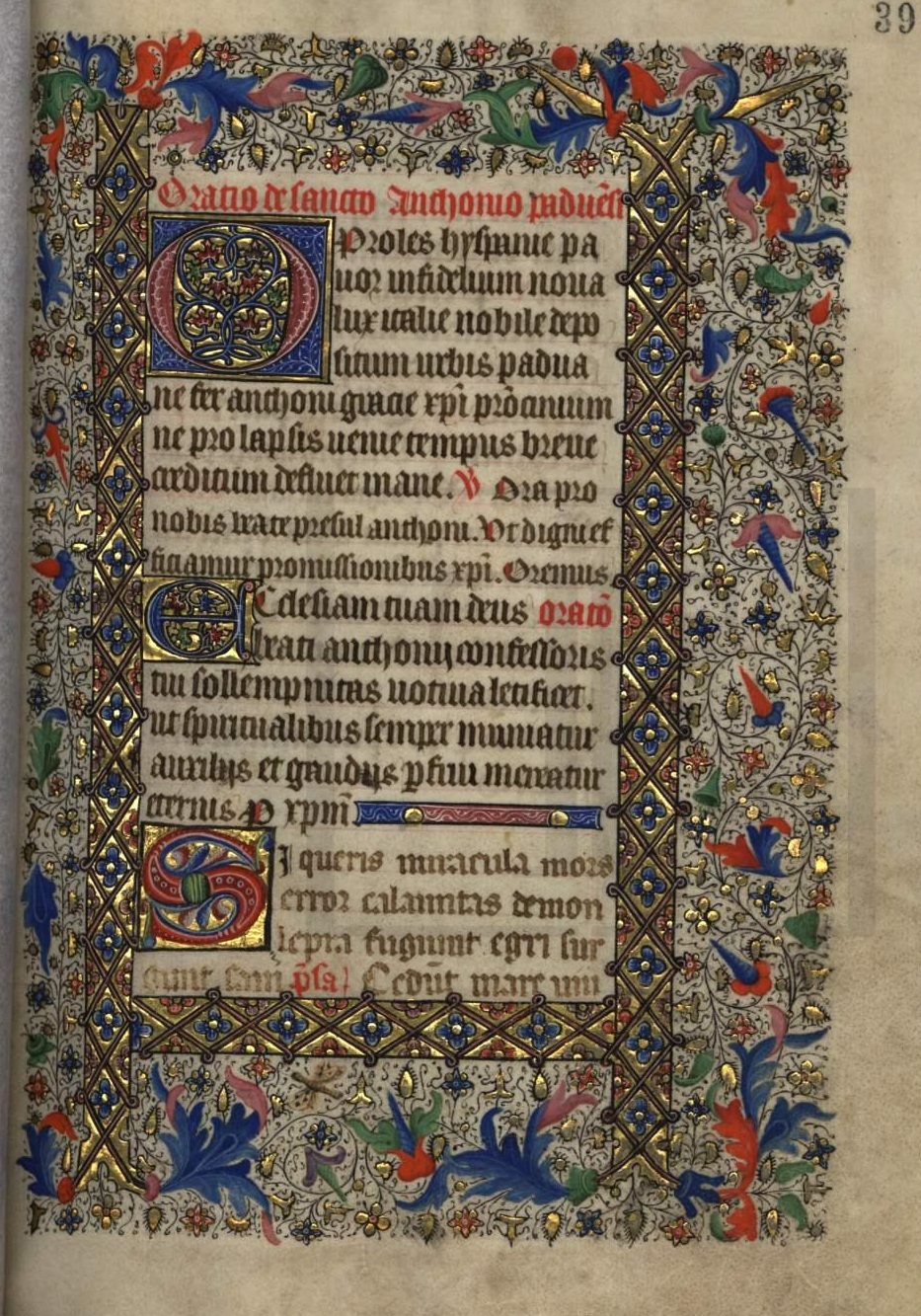
Oração a Santo António  (fl 39v)
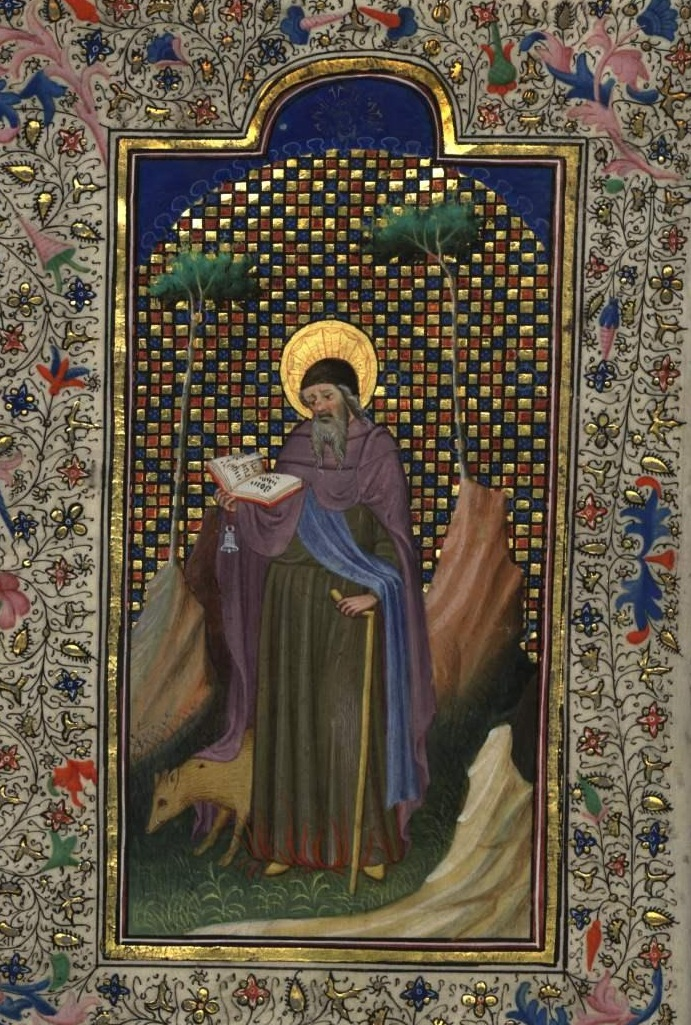
Santo António Eremita  (fl 40v)
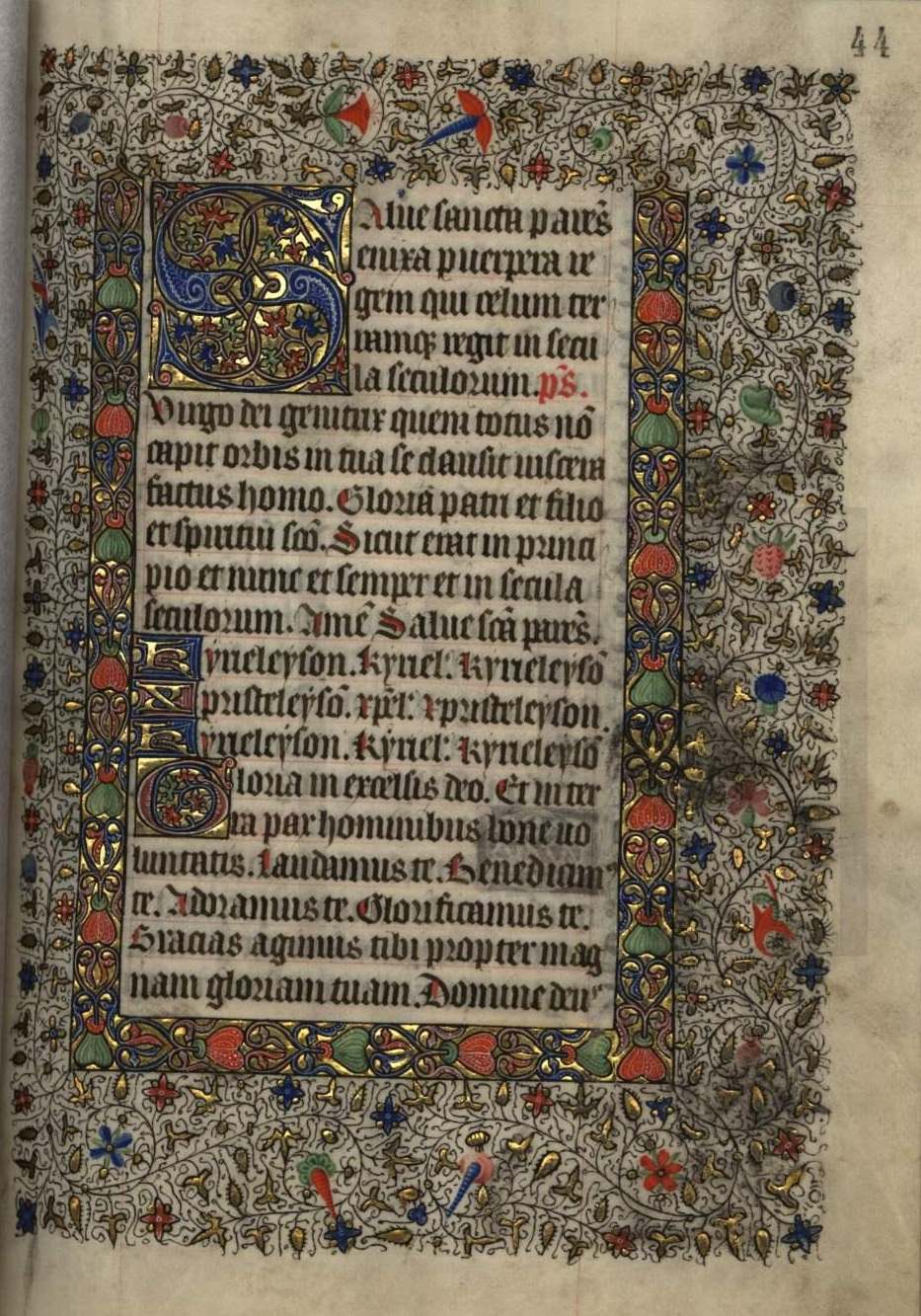
Missa em honra da Virgem Gloriosa (fl 44r)
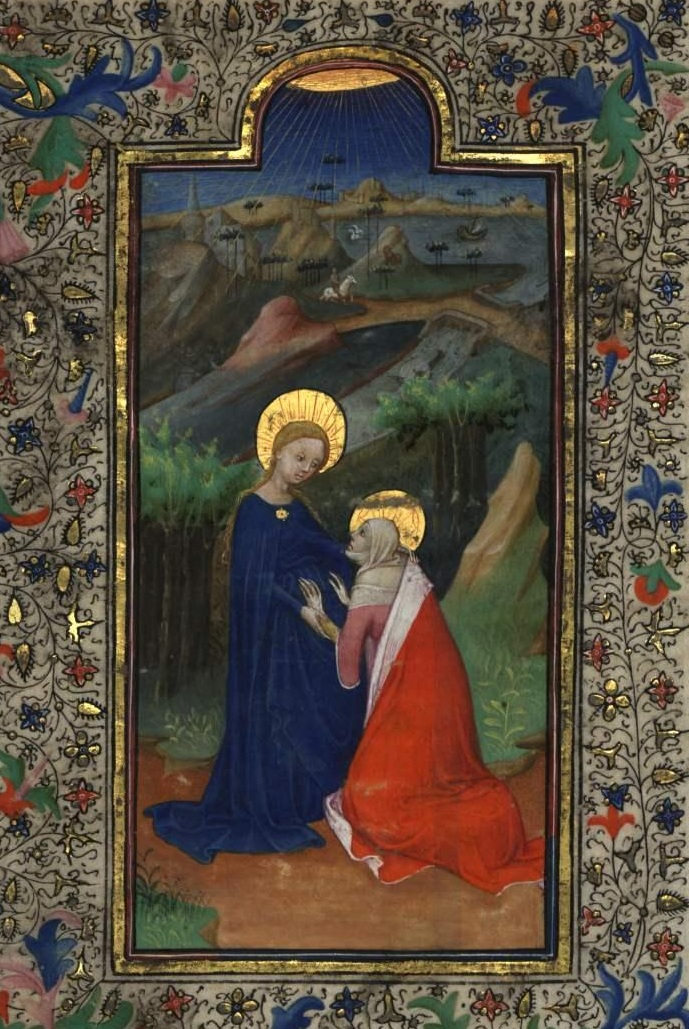
Visita de Nossa Senhora a Santa Isabel (fl 111v)
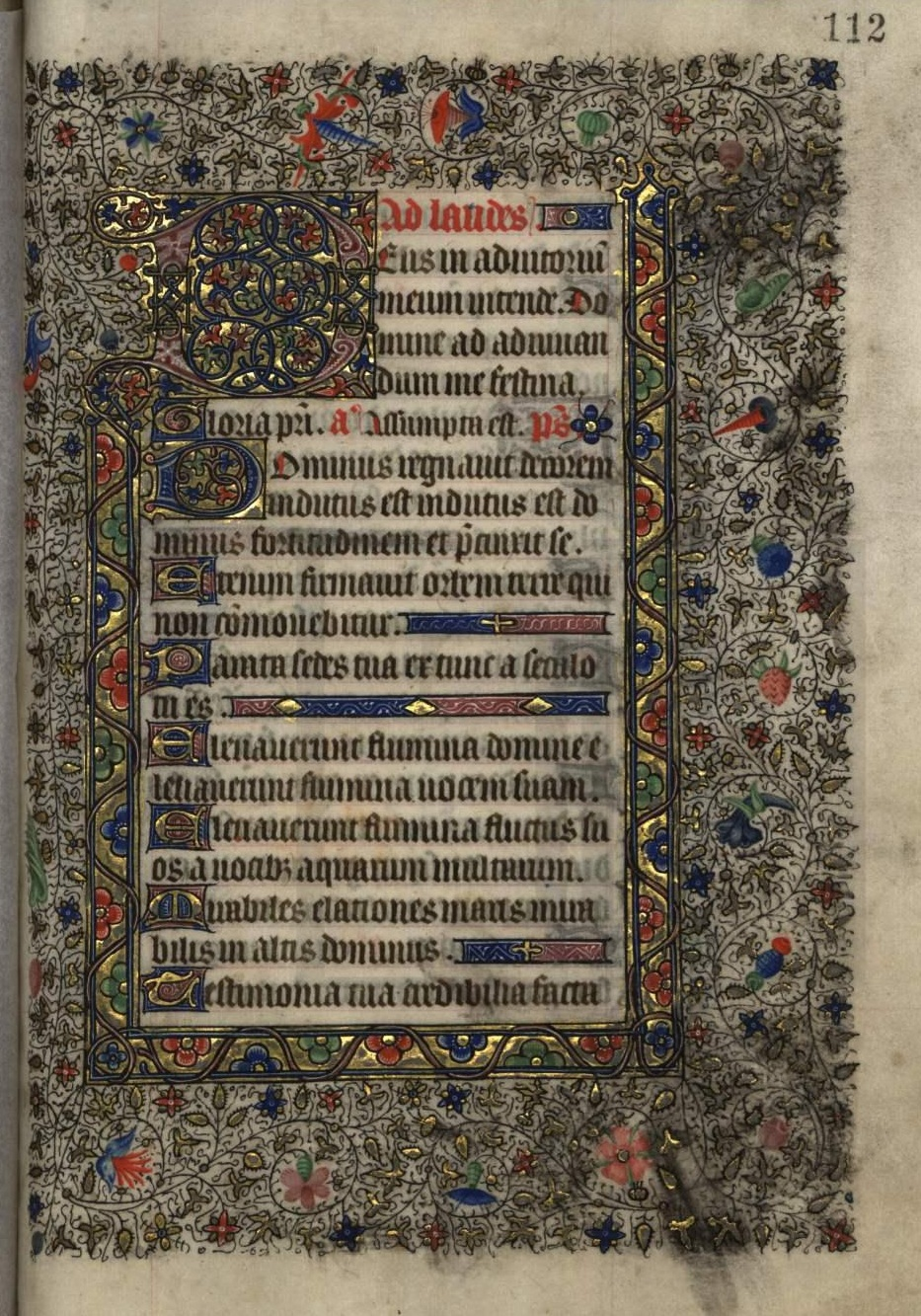
Laudes (fl 112r)
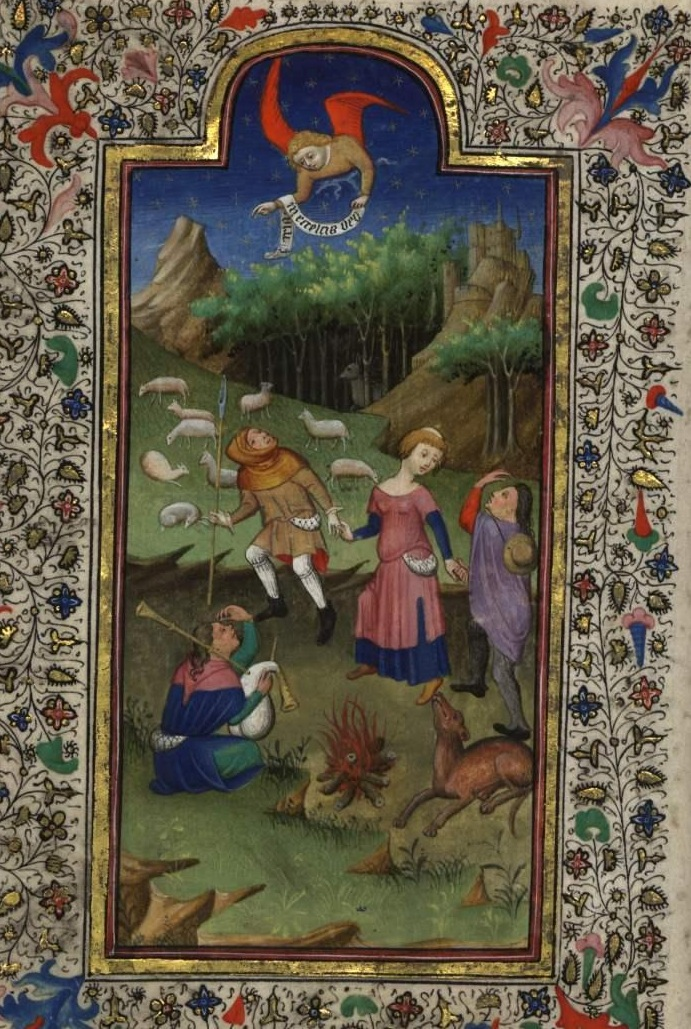
Annunciação aos pastores (fl 120v)
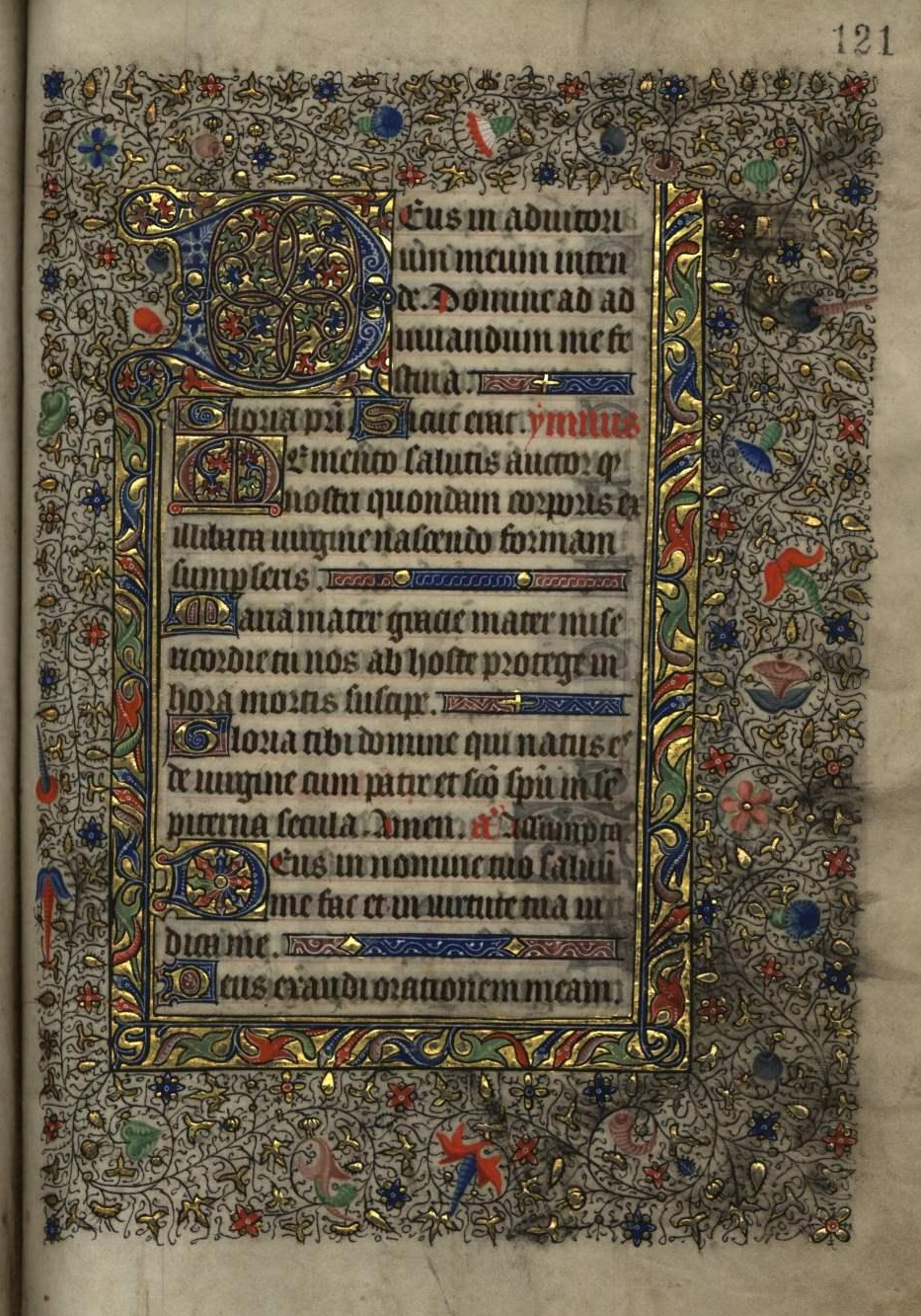
Hora Prima (fl 121r)
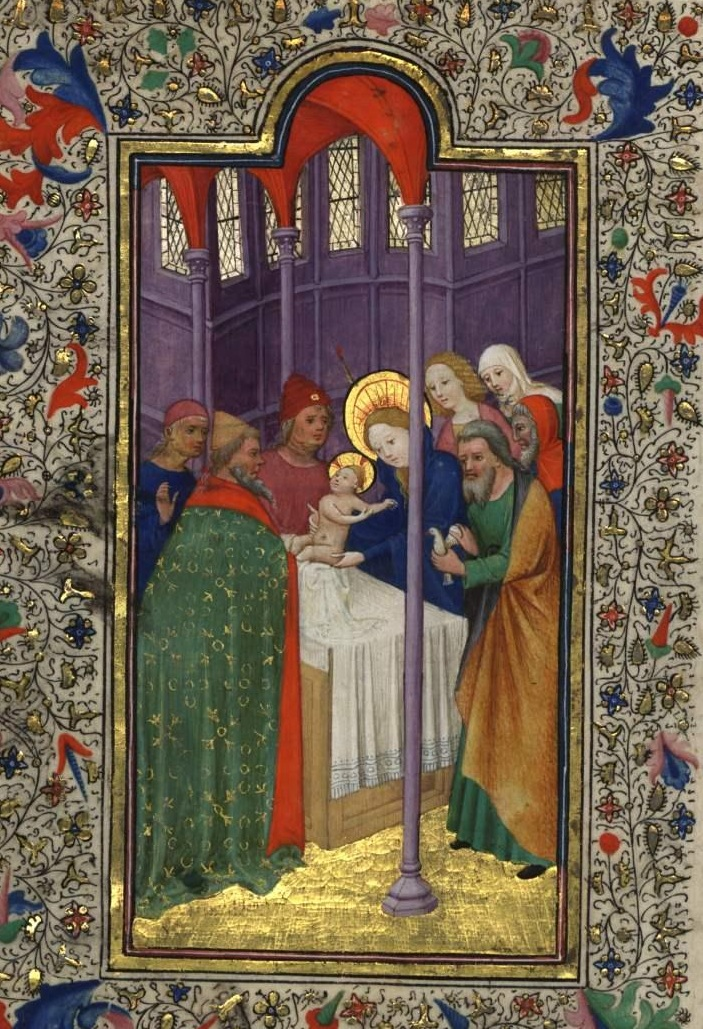
Apresentação de Jesus no Templo (fl 127v)
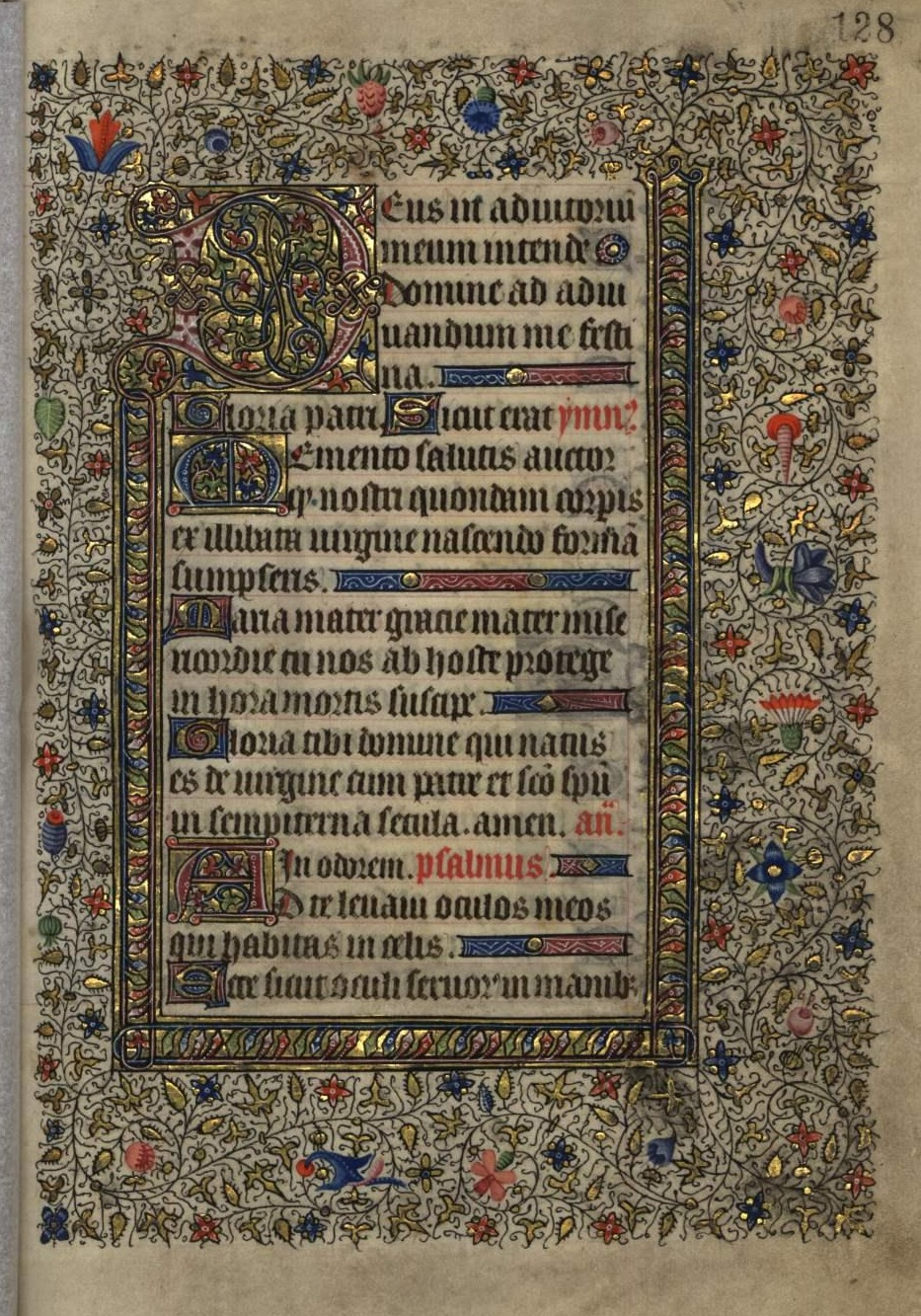
Hora Sexta (fl 128r)
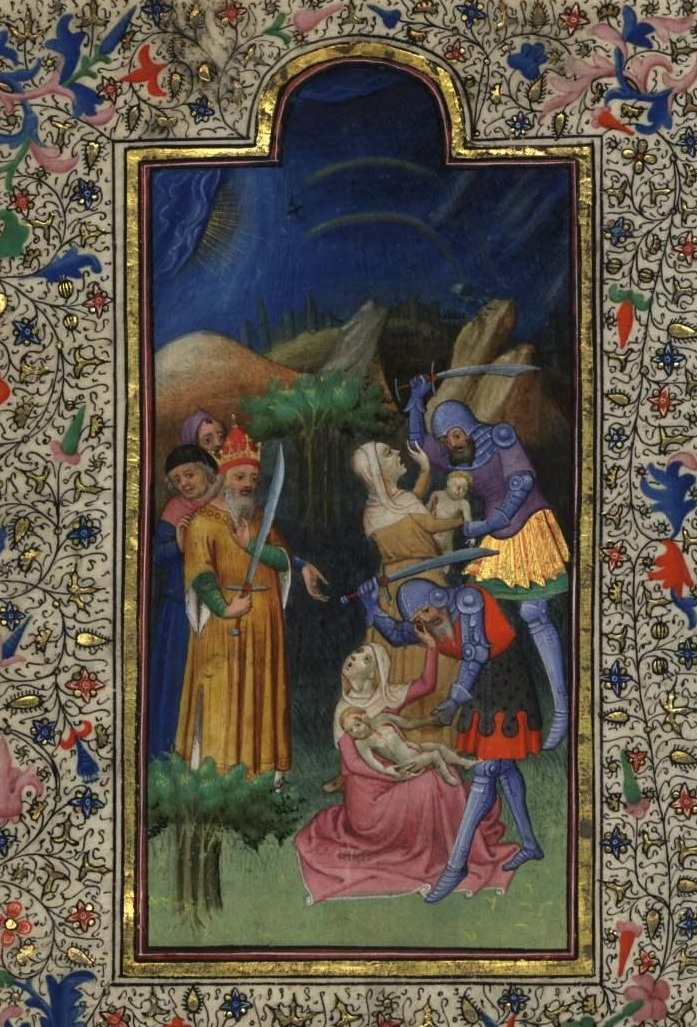
A Matança dos Inocentes (fl 134r)

## Versão digitalizada
O Arquivo Nacional da Torre do Tombo, onde a obra hoje se encontra, para além de oferecer parte da informação contida neste artigo no seu site na internet, disponibiliza fotografias de todo o Livro de Horas de D. Duarte digitalizadas, em formato JPEG ou TIFF. Existe ainda uma cópia microfilmada (mf. 1089).